# Mesobuthus eupeus
Bọ cạp nhỏ châu Á (Danh pháp khoa học: Mesobuthus eupeus) là một loài bọ cạp trong họ Buthidae Bọ cạp nhỏ châu Á có kích cỡ khoảng từ 4–5 cm và có cơ thể màu vàng nâu, chúng là một loài bọ cạp có độc và nguy hiểm. 

## Các phân loài
- Mesobuthus eupeus eupeus (C. L. Koch, 1839)
- Mesobuthus eupeus afghanus (Pocock, 1889)
- Mesobuthus eupeus barszczewskii (Birula, 1904)
- Mesobuthus eupeus bogdoensis (Birula, 1896)
- Mesobuthus eupeus haarlovi Vachon, 1958
- Mesobuthus eupeus iranus (Birula, 1917)
- Mesobuthus eupeus kirmanensis (Birula, 1900)
- Mesobuthus eupeus mesopotamicus (Penther, 1912)
- Mesobuthus eupeus mongolicus (Birula, 1911)
- Mesobuthus eupeus pachysoma (Birula, 1900)
- Mesobuthus eupeus persicus (Pocock, 1899)
- Mesobuthus eupeus philippovitschi (Birula, 1905)
- Mesobuthus eupeus thersites (C. L. Koch, 1839)